# Nelson Peak
Nelson Peak är en bergstopp i Antarktis. Den ligger i Västantarktis. Argentina, Chile och Storbritannien gör anspråk på området. Toppen på Nelson Peak är 1 605 meter över havet.
Terrängen runt Nelson Peak är varierad. Trakten är obefolkad. Det finns inga samhällen i närheten.